# Stegana emeiensis
Stegana emeiensis är en tvåvingeart som beskrevs av Vasily S. Sidorenko 1997. Stegana emeiensis ingår i släktet Stegana och familjen daggflugor. Inga underarter finns listade i Catalogue of Life.